# Альсеитов, Кудайберген Алсеитович
Кудайберген Альсеитов (каз. Құдайберген Әлсейітов, 1884—1933) — казахский акын начала XX-го века. Упоминается среди выдающихся поэтов-песенников Павлодарского края и Прииртышья. Его манера исполнения в жанре терме повлияла на творчество следующего поколения казахских акынов, особенно — популярного казахского поэта, певца и композитора 1930—1940-х годов Исы Байзакова, который называл Альсеитова одним из своих учителей.

## Биография
Родился на стоянке Каратерек (ныне с. Михайловка), в Барабинской степи, приблизительно в 100 км на восток от станицы Желези́нская Семипалатинской области. Одна из его сохранившихся песен называется «Кудайберген, сын Алсеита» («Баласы Әлсейіттің Құдайберген»), из чего можно сделать вывод, что отца его звали Алсеит, и что Альсеитов это не его родовая фамилия, а фамилия, образованная позже по отчеству. Предположительно, он происходил из рода Кыпчак.
Учился в медресе в Татарском районе Новосибирской области — у муллы Химади, что ещё раз подтверждает его кыпчакские корни. Однако окончить образование и пойти по пути мусульманского священника ему не довелось, — из медресе Кудайберген был исключён «за нерадивость».
Поэтические дарования проснулись в нём очень рано. В 12 лет его уже знали как поэта-импровизатора и прозвали «акын-ребёнок» («бала ақын»). Кочуя со своей семьёй, подрастающий Кудайберген посетил почти все крупные города иртышской долины, не боясь выступать в них на праздниках, панихидах и торжищах рядом «со взрослыми» акынами. В творческих парных состязаниях казахских певцов-импровизаторов, так называемых «айтысах», среди сверстников его всегда признавали победителем. Слава его росла. В 16 лет, в Кокчетаве, молодой акын победил в айтысе Ходишу, акына-девушку из рода Караул. Там же он победил самого Ибрая Сандыбаева, акына с тридцатипятилетним стажем. — Кудайберген Альсеитов стал мастером.
Традиционно, акын-победитель значимого айтыса — уважаемый человек, желанный и почётный гость в любом стане. Без акына невозможно представить казахскую свадьбу, похороны, праздник рождения или помолвки. С домброй и всегда готовой излиться песней, почти всю жизнь Альсеитов странствовал по аулам и становищам — от Коянды до Новосибирска, выступал в различных городах — Павлодарской, Кокчетавской, Акмолинской, Семипалатинской областей:
День-деньской скакуна я держу в узде.

Там, где я, там горой пир идет везде.

Двух иль трёх повстречав, тотчас запою

о твоём, о его, о моём житье.

В стременах, на кошме и во сне пою,

молодым соловьём по весне пою,

как в упряжке гнедой, голову задрав,

громким ржаньем коней в тишине пою.
(перевод А. Жубанова)
Кудайберген Альсеитов был человек независимых взглядов и держался в стороне от центров официальной культуры. Для царской власти он был слишком традиционен, для советской — слишком религиозен. Сведений о жизни вольного певца, старавшегося не привлекать внимание властей, сохранилось немного.
В 1920 некий Кудайберген, «видный акын», участвует в айтысе с начинающим акыном Исой Байзаковым, — айтыс «стал началом творческого становления» этого выдающегося деятеля казахской культуры. Ису Байзакова называют «активным популяризатором творчества Альсеитова». Имеется свидетельство, что в 1936 Байзаков исполнял песню Кудайбергена, «как её исполнял сам автор», — то есть Байзаков был знаком с ним лично. Из чего можно заключить, что в 1920 году Иса состязался в айтысе именно с Альсеитовым, поскольку другие известные акыны с именем Кудайберген в эти годы не упоминаются.
По этой же логике можно предположить, что в упоминании «известного тогда во всей Алакольской волости Кудайберген-акына» из биографии акына К. Нымганова, — речь идёт также об Альсеитове: в 1924 году он выбрал имя для новорождённого, ставшего потом известным акыном, будучи почётным гостем на празднике его первого дня рождения.
По мнению рецензированного историка Павлодарского края, в 1920-е — 1930-е годы Кудайберген Альсеитов входил в круг сподвижников Жарылгапберды Жумабаева и в виду недостатка кадровых преподавателей занимался «музыкальным воспитанием населения».
В 1933 году, в возрасте 49 лет, известный акын Кудайберген Альсеитов безвременно скончался в ауле Жуматай Черлакского района Омской области.

## Творчество
Как и большинство акынов, Кудайберген Альсеитов обладал редким даром рифмованной импровизации, — стремительной и остроумной; при этом стихи его волновали красотой и силой чувств. Он мастерски исполнял песни в жанре терме, — часто находя новый, более энергичный и увлекательный ритм. «Исполняя свои огненные, полные страсти и темперамента песни, певец необыкновенно одушевлялся».
Вдохновение акына принципиально мимолётно, — бо́льшая часть творчества Альсеитова, естественно, не сохранилась. Опубликовано всего около двух десятков его произведений. Наиболее известны и время от времени исполняются:
- «Желдирмес Кудайбергена» («Құдайбергеннің желдірмесі») — знаменитая песня Исы Байзакова «Желдирме» была лишь переделкой Альсеитова, но переделкой значимой: Байзаков исполнял песню «по своему» и «как автор», и они сильно отличались. — «[Иса] показал, как эту песню исполнял сам автор, Кудайберген: играя на домбре быструю, как вихрь, желдирме, певец то вскакивал, то вновь садился, то падал навзничь, кружился волчком, закидывал голову, изображая скачущего коня в упряжке»[4]. Известны пять вариантов «Желдирме» Байзакова[2].
- «Танакоз» — Песня родилась из горького личного опыта акына. Его возлюбленную, девушку по имени Танакоз, отдали замуж за престарелого бая, — по обычаям того времени, — без её согласия; в недолгом времени девушка умерла. Конечно, от любви. Песня нравилась современникам, её исполняли и другие акыны.
- «Айтыс Кудайбергена с девушкой Хадишой» («Құдайбергеннің хадиша қызбен айтысы») — опубликован в 1941. Помимо художественных достоинств, нужно иметь в виду, что девушки-акыны явление более редкое, и это выделяет данный айтыс из ряда обычных состязаний.
- «Кудайберген, сын Алсеита» («Баласы Әлсейіттің Құдайберген») — исполнялась автором на мотив «Желдырмес».
- «Терме Кудайбергена» («Құдайбергеннің термесі») — своего рода образец жанра.
- «Песня Кудайбергена» («Құдайбергеннің әні»).

Оригиналы некоторых текстов К. Альсеитова хранятся в архиве алматинского Института искусств и литературы им. М. Ауэзова.

## Отзывы современников
Напористость, стремительность темпа, страстность, ошеломляющий каскад звуков — характерные черты песен Кудайбергена. Он сам увлекался, отдавался бешеному ритму своих «желдирме» и зажигал, «электризовал» публику. Он был не просто певцом, он обладал данными профессионального эстрадного артиста. Жаль, что такой певец не дожил до подлинного расцвета казахской профессиональной музыки.— А. Жубанов «Соловьи столетий», Алма-Ата, 1967

## Память
В родных местах акына, в посёлке Железинка, его именем названа улица. На улице установлен памятный бюст. В 2009 и в 2014 годах учреждениям культуры Павлодарской области юбилеи акына указывались как информационный повод «для пропаганды отечественной истории». Железинский районный Дом культуры также носит имя К. Альсеитова. 